# Adel Gholami
 Adel Gholami est un joueur iranien de volley-ball né en 1986 à Amol. Il mesure 1,95 m et central en équipe d'Iran.